# Геркулес (крос домашніх курей)
Геркулес (крос домашніх курей) крос домашніх курей м'ясо-яєчного напрямку продуктивності. Виведені в Україні на основі схрещування чотирьох порід, в тому числі породи корніш.

## Історія
Робота над виведенням кросу тривала понад 10 років на базі науково-дослідного інституту «Борки» та НААН.

## Продуктивність
За декларованими виробником показниками, в 2-місячному віці кури Геркулес повинні досягати ваги 2,2 кг.
Більшу вагу мають особини білого кольору.
Яйценосність — 190—220 яєць на рік. Яйця світло-коричневі, вагою 64-70 грамів.
Особливістю кросу є порівняно великий об'єм жовтка, який заповнює біля 34 % ваги яйця.
Починають нестись в віці 4,5-6 місяців.

## Екстер'єр
Розглядають декілька кольорових варіацій кросу: білий, золотистий, сріблястий, рябий та зозулястий. Очі оранжеві, дзьоб жовтий. Гребінь листоподібний, червоного кольору, з 4-6 зубцями. Сережки світлі або червоні.
Хвіст у півнів невеликий.

## Особливості кросу
Для гарної яйценосності курям Геркулес необхідно достатньо простору, оскільки вони дуже активні. В протилежному випадку птахам загрожує ожиріння і втрата показників яйценосності.